# Dunáninneni evangélikus egyházkerület
A Dunáninneni evangélikus egyházkerület a II. Carolina Resolutio következtében az addigi biccsei evangélikus egyházkerületből 1735-ben úgy alakult, hogy a turóci egyházmegyét is hozzá csatolták a bányai evangélikus egyházkerületből. Ezenkívül a következő egyházmegyékből állott: pozsonyvármegyei, nyitrai, trencséni, árvai és liptói, melyek közül az utóbbi kettő nem sokkal ezután egyesülni volt kénytelen, alig maradván egyházuk. 

## Története
Ezeknek a türelmességi rendelet után megszaporodván egyházaik, csakhamar ismét szétváltak s a pozsonyvármegyei is valamivel még előbb elkülönült a pozsonyvárositól, melyből a XIX. század elején kivált a mosoni is. Az 1891–94. évi zsinaton elhatározott új területi rendezkedés alkalmával elvesztegette ezek közül az árvait, liptóit és turócit megnyerte viszont a fejér-komáromit, barsit, nagyhontit, és nógrádit. 1920 után annyira megcsonkult, hogy csak a mosoniból, a fejér-komáromiból, a nógrádiból és a nagyhontiból maradt egy-egy rész. Ez utóbbi kettőnek a maradékai egybeolvadván, ettől fogva csak három egyházmegyéből állott az egész kerület, melynek 1735-ben 15, 1791-ben 72, az új rendezés előtt 99, utána 163 anyaegyháza volt, s ebből mindössze 33 lett. A magyar felvidék visszacsatolásával 52-re emelkedett egyházainak száma, s a hazatértek a meglevő egyházmegyékbe osztattak be ez alkalomból is. Ez az állapot rövid ideig tartott, azután pedig 1952. júl. 1-én végleg megszűnt az egyházkerület. A felosztás előtti területén létezett tanintézetek (pozsonyi teol. akadémia, pozsonyi és selmecbányai lyceum, selmecbányai tanítóképezde) mind elvesztek. 

## Püspökei
| Név                     | Szolgálati idő | Megjegyzés                                      |
| ----------------------- | -------------- | ----------------------------------------------- |
| Záborszky Jakab         | 1735–1736      | ivánkafalvi lelkész                             |
| Mohl Illés              | 1737–1761      | modori német lelkész                            |
| Torkos Mihály           | 1761–1801      | modori német lelkész                            |
| Crudy Dániel            | 1802–1815      | pozsonyi német lelkész                          |
| Kovács-Martinyi Mihály  | 1816–1828      | modori szlovák lelkész                          |
| Bilnitza Pál            | 1829–1834      | pozsonyi magyar-szlovák lelkész                 |
| Stromszky Ferenc Sámuel | 1835–1850      | pozsonyi német lelkész                          |
| Üresedés                | 1850–1860      |                                                 |
| Stromszky Ferenc Sámuel | 1860–1861      | második püspöksége                              |
| Geduly Lajos            | 1861–1880      | pozsonyi német lelkész                          |
| Üresedés                | 1880–1890      |                                                 |
| Baltik Frigyes          | 1890–1919      | liptószentmiklósi, balassagyarmati lelkész      |
| Üresedés                | 1919–1922      |                                                 |
| Kiss István             | 1922–1935      | sámsonházai lelkész                             |
| Kovács Sándor           | 1935–1942      | pécssoproni egyetemi tanár, sámsonházai lelkész |
| Kardos Gyula            | 1942–1943      | balassagyarmati lelkész                         |
| Kuthy Dezső             | 1944–1947      | egyetemes főtitkár, balassagyarmati lelkész     |
| Szabó József            | 1948–1952      | komáromi, balassagyarmati lelkész               |

## Egyházkerületi felügyelői
| - br. Calisius Keresztély 1735-től (1736.), - br. Zay Péter legkésőbb 1758 utánig, - Jeszenák Pál 1762-ig, - Jeszenák István 1782-ig, - Szilvay István 1783–1813, - id. br. Jeszenák János 1814–1823, - Kubinyi Gáspár 1824–1837, - gr. Zay Károly 1837–1840, - ifj. br. Jeszenák János 1841–1849, | - Szentiványi Márton 1860–1895, - Laszkáry Gyula 1895–1912, - Beniczky Árpád 1912–1918, - Kéler Zoltán 1918–1929, - Sztranyavszky Sándor 1930–1942, - Laszkáry Gyula (II.) 1942–1944, - Purgly Lajos 1944–1945, - Mády Zoltán 1945–1952. |